# Коряча
Коря́ча — деревня в Сабском сельском поселении Волосовского района Ленинградской области.

## История
Впервые упоминается в Писцовой книге Водской пятины 1500 года как деревня Липоша в Ястребинском Никольском погосте Копорского уезда.
На карте Ингерманландии А. И. Бергенгейма, составленной по шведским материалам 1676 года, она обозначена как деревня Liposa.
На шведской «Генеральной карте провинции Ингерманландии» 1704 года — как Lipposa.
Как деревня Липпоса она обозначена на «Географическом чертеже Ижорской земли» Адриана Шонбека 1705 года.
На карте Санкт-Петербургской губернии Я. Ф. Шмидта 1770 года — как деревня Коречье.
На карте Санкт-Петербургской губернии Ф. Ф. Шуберта 1834 года упоминается как деревня Корячи.

КОРЯЧИ — деревня принадлежит братьям Сахаровым, число жителей по ревизии: 42 м. п., 43 ж. п. (1838 год)

Деревня Корячи обозначена на карте профессора С. С. Куторги 1852 года.

КОРЯЧИ — деревня ротмистра Сахарова, 10 вёрст по почтовой, а остальное по просёлочной дороге, число дворов — 12, число душ — 45 м. п. (1856 год)

КОРЯЧИ — деревня владельческая при реке Лемовже, по правую сторону реки Луга, число дворов — 14, число жителей: 47 м. п., 67 ж. п. (1862 год)

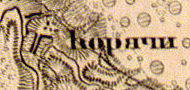
Деревня Коряча на карте 1863 г.

Согласно карте из «Исторического атласа Санкт-Петербургской Губернии» 1863 года деревня называлась Корячи.
В конце XIX — начале XX века деревня административно относилась к Редкинской волости 1-го стана Ямбургского уезда Санкт-Петербургской губернии.
С 1917 по 1927 год деревня Коряча входила в состав Хотнежского сельсовета Редкинской волости Кингисеппского уезда.
Согласно данным переписи населения СССР 1926 года в деревне Коряча Лемовжского сельсовета проживали 69 человек, все русские.
С февраля 1927 года в составе Молосковицкой волости. С августа 1927 года, в составе Осьминского района.
В 1928 году население деревни Коряча составляло 164 человека.
По данным 1933 года деревня Коряча входила в состав Хотнежского сельсовета Осьминского района.

Деревня Коряча на карте 1940 года

Согласно топографической карте РККА 1940 года деревня называлась Малые Корячи и насчитывала 27 дворов. В деревне находилась церковь и часовня.
C 1 августа 1941 года по 31 января 1944 года деревня находилась в оккупации.
С 1961 года в составе Волосовского района.
С 1963 года в составе Кингисеппского района.
С 1965 года вновь в составе Волосовского района. В 1965 году население деревни Коряча составляло 43 человека.
По данным 1966, 1973 и 1990 годов деревня Коряча также находилась в составе Хотнежского сельсовета Волосовского района.
В 1997 году в деревне Коряча проживали 12 человек, деревня относилась к Сабской волости, в 2002 году — 36 человек (русские — 97 %), в 2007 году — 7, в 2010 году — 6 человек.

## География
Деревня расположена в южной части района на автодороге 41К-344 (подъезд к дер. Коряча).
Расстояние до административного центра поселения — 27 км.
Расстояние до ближайшей железнодорожной станции Молосковицы — 48 км.
Деревня находится при впадении Коряческого ручья в реку Лемовжу.

## Демография
| 1838 | 1862 | 1997 | 2002 | 2007 | 2010 | 2014 |
| ---- | ---- | ---- | ---- | ---- | ---- | ---- |
| 85   | ↗114 | ↘12  | ↗36  | ↘7   | ↘6   | →6   |
| 2017 |      |      |      |      |      |      |
| ↗9   |      |      |      |      |      |      |

### Национальный состав
Согласно данным Всероссийской переписи населения 2021 года в деревне проживали 22 человека, все русские.

## Улицы
Дачная, Лесная, Полевая, Придорожная, Центральная.